# Heligmosomidae
Heligmosomidae é uma família de nematóides pertencentes à ordem Rhabditida.

## Géneros
Géneros:
- Citellinema Hall, 1916
- Citellinoides Dikmans, 1939
- Dessetia Genov e Janchev, 1981